# Oleksandr Aliyev
Oleksandr Aliyev, né le 3 février 1985, est un footballeur ukrainien. Il a joué au poste de milieu de terrain avec l'équipe d'Ukraine.

## Biographie

### En club
En 2002, il rejoint le Dynamo Kiev mais il se contente plus de l'équipe bis du Dynamo et évolue en deuxième division ukrainienne. Avec de bons match en équipe 2, il est prêté pour s'aguerrir en première division au FC Metalurg Zaporijjye, et atteint la finale de la coupe d'Ukraine. Depuis ce prêt, il n'est pas un titulaire indiscutable au sein de l'équipe ukrainienne, mais le 21 octobre 2008, en Ligue des champions contre FC Porto il inscrit un coup franc qui donne la victoire au Dynamo à l'extérieur.
Le 25 décembre 2009, il signe en Russie au MFK Lokomotiv pour 7 millions d'euros.

### En sélection
Aliyev a également joué en équipe d'Ukraine espoirs et participe Championnat d'Europe de football espoirs 2006 ou l'Ukraine atteints la finale du tournoi. Il marqua 9 buts avec la sélection espoirs ukrainienne.
Après un bon parcours chez les espoirs, le 6 septembre 2008, il réalise son 1er match avec l'Ukraine contre la Biélorussie en entrant en jeu à la place de Maksim Kalynytchenko à la mi-temps.

## La guerre en Ukraine
Au lendemain de l'attaque de la Russie contre l'Ukraine, Oleksandr Aliyev s'engage dans les forces armées ukrainiennes pour défendre son pays.
Le 28 août 2024, il publie une vidéo sur Instagram sur laquelle il demande à l’armée ukrainienne de tuer la population civile russe dans la région de Koursk. Le 30 août, il figure sur la liste russe des personnes recherchées pour apologie du terrorisme. Selon les médias russes, les parents d'Aliyev vivent à Koursk et ne communiquent plus avec leur fils depuis février 2022.

## Palmarès

### En club
| - Dynamo Kiev - Championnat d'Ukraine - Vainqueur : 2003, 2004, 2007 et 2009. - Finaliste : 2006 et 2008 - Coupe d'Ukraine - Finaliste : 2008 - Supercoupe d'Ukraine - Vainqueur : 2005 et 2007 |  | - Zaporijjye - Coupe d'Ukraine - Finaliste : 2006 |

### En sélection nationale
- Ukraine Espoirs
  - Championnat d'Europe espoirs
    - Finaliste : 2006.

## Carrière
| Saison      | Club          | Pays       | Championnat         | Coupe nationale  | Coupe continentale                  | Sélection Ukraine |
| ----------- | ------------- | ---------- | ------------------- | ---------------- | ----------------------------------- | ----------------- |
| 2002-2003   | Dynamo Kiev   | Visha Liga | 2 matchs            | 2 matchs         | -                                   | -                 |
| 2003-2004   | Dynamo Kiev   | Visha Liga | 2 matchs            | 1 match          | -                                   | -                 |
| 2004-2005   | Dynamo Kiev   | Visha Liga | -                   | -                | -                                   | -                 |
| 2005 - 2006 | Dynamo Kiev   | Visha Liga | 6 matchs / 1 but    | 3 matchs / 1 but | 1 match (C1)                        | -                 |
| 2005 - 2006 | Zaporijjye    | Visha Liga | 11 matchs / 2 buts  | 3 matchs / 1 but | -                                   | -                 |
| 2006-2007   | Dynamo Kiev   | Visha Liga | 3 matchs            | 1 match          | 1 match (C1)                        | -                 |
| 2007-2008   | Dynamo Kiev   | Visha Liga | 10 matchs / 3 buts  | 3 matchs / 1 but | -                                   | -                 |
| 2008-2009   | Dynamo Kiev   | Visha Liga | 26 matchs / 13 buts | 1 match          | 9 + 7 matchs / 4 + 0 buts (C1 + C3) | 6 matchs          |
| 2009 - 2010 | Dynamo Kiev   | Visha Liga | 3 matchs            | 1 matchs         | -                                   | 3 matchs          |
| 2010        | MFK Lokomotiv | Visha Liga | 30 matchs / 14 buts | -                | 2 matchs / 1 but (C3)               | 8 matchs / 6 buts |
| 2010-2011   | Dynamo Kiev   | Visha Liga | 6 matchs / 2 buts   | 2 matchs         | -                                   | 1 match           |
| 2011-2012   | Dynamo Kiev   | Visha Liga | 26 matchs / 5 buts  | 2 matchs         | 1 + 8 matchs (C1 + C3)              | 8 matchs / 1 but  |
| 2012 - 2013 | FK Dnipro     | Visha Liga | 12 matchs / 2 buts  | 1 match          | 5 matchs / 2 buts (C3)              | -                 |
| 2012 - 2013 | Dynamo Kiev   | Visha Liga | -                   | -                | -                                   | -                 |

Dernière mise à jour le 17 janvier 2013